# Öster, Växjö
Öster är en stadsdel i Växjö. Det är en av Växjös äldsta stadsdelar och tillhörde från början inte Växjö utan var fram till 1940 ett eget municipalsamhälle, benämnt Växjö Östregård. 1940 inkorporerades Öster, liksom resten av Växjö landskommun, i Växjö stad.
Öster ligger på en höjd vilket gör att utsikten breder ut sig mot Växjö centrum. Öster är beläget vid två sjöar, Växjösjön och Trummen.
På Öster finns Staglaberget som har använts som militär bunker och som är en utsiktsplats över Växjösjön och sjukhuset. Fotbollsföreningen Östers IF:s inofficiella grundande den 20 april 1930 påstås ha ägt rum när man började spela boll på Staglaberget. 
Bland kända personer som bott på Öster kan framförallt nämnas Esaias Tegnér och fotbollstränaren Tommy Svensson.
Flera skolor finns i Öster: för de yngre barnen finns Östregårdskolan, Växjös äldsta grundskola med äldre träbyggnader, som ligger på Staglaberget. Skolan har ca 300 elever. Sedan finns Fagrabäckskolan för de äldre barnen med 600 elever och Thoren Framtid med cirka 400 elever.
På Öster finns flera företag, bland annat General Electric som är ett av Växjös större företag. Vida har även en produktion av trähus på Öster. På den tiden Svenska Fläktfabriken (senare ABB Fläkt) hade omfattande verksamhet i Växjö fanns deras lokaler på Öster. Fläkttillverkningen i Växjö lades ner 2002, efter 40 år i Växjö.
I de södra delarna av Öster, utmed Trummens strand, finns Sankt Sigfrids sjukhus, som är det invanda namnet för de psykiatriska klinikerna på Sigfridsområdet. Utmed Växjösjöns strand ligger Växjös simhall.
Naturen kring och på Öster domineras av lövskog samt mindre granskogar. Området är känt för sina många parker eftersom det tidigare var ett eget samhälle. Bebyggelsen på Öster är framförallt äldre villor byggda tidigt 1900-tal, men det finns även mindre områden med lägenhets- och hyreshus.
I valet 2018 fick socialdemokraterna flest röster i valdistrikt Öster med 26 % av rösterna. Moderaterna blev näst största parti med 25 %, tredje störst blev Sverigedemokraterna. Liberalerna fick 5,7 % och Miljöpartiet 3,7 procent. 